# Powiat Inabe
Powiat Inabe (jap. 員弁郡 Inabe-gun) – powiat w Japonii, w prefekturze Mie. W 2024 roku liczył 25 776 mieszkańców.

## Miejscowości
- Tōin